# Балтийский флот РККФ во время Гражданской войны
Балтийский флот РККФ во время Гражданской войны — оперативно-стратегическое объединение (Балтийский флот) Рабоче-Крестьянского Красного Флота Советской России во время Гражданской войны и интервенции в России.

## Командный состав

### Командующие Балтийским флотом
- командующий А. В. Развозов (7 [20] июля — 5 [18] декабря 1917, 12—20 марта 1918),
- начальник Военного отдела Центробалта А. А. Ружек (5 [18] декабря 1917 — 14 марта 1918),
- начальник Морских сил Балтийского моря А. М. Щастный (20 марта — 26 мая 1918, расстрелян по обвинению в измене),
- начальник Морских сил Балтийского моря С. В. Зарубаев (27 мая 1918 — 18 янв. 1919),
- начальник Морских сил Балтийского моря А. П. Зеленой (18 янв. 1919 — 8 июля 1920),
- командующий Ф. Ф. Раскольников (8 июля 1920 — 27 янв. 1921).

### Главные комиссары
- Н. Ф. Измайлов (30 января [12 февраля] — 23 марта 1918),
- Е. С. Блохин (23 марта — 30 мая 1918),
- И. П. Флеровский (1 июня — 24 окт. 1918),
- Б. П. Позерн (25 окт.— 2 дек. 1918).

### Члены РВС
- Б. П. Позерн (2—20 дек. 1918),
- С. П. Нацаренус (2—20 дек., 28 дек. 1918 — 20 янв. 1919),
- Ф. Ф. Раскольников (20—27 дек. 1918),
- В. И. Пенкайтис (20 дек. 1918 — 18 марта 1919),
- А. В. Баранов (20 янв. 1919 — 17 апр. 1920),
- В. И. Зоф (19 марта 1919 — 24 февр. 1920),
- Ф. С. Авёричкин (24 февр.— 2 июля 1920),
- Н. Н. Кузьмин (20 апр.— 21 июля, пом. команд. по политчасти с 13 дек. 1920).

### Начальники штаба
- М. Б. Черкасский (11 [24] июля — 5 [18] декабря 1917),
- 1-й пом. нач. Воен. отдела Центробалта А. М. Щастный (27 декабря 1917 [9 января 1918] — 20 марта 1918),
- 1-й пом. нач. Воен. отдела Центробалта, с мая начальник штаба М. А. Петров (20 марта — 2 июня 1918),
- нач. штаба А. К. Вейс (14 июня 1918 — 23 янв. 1919),
- нач. штаба А. В. Домбровский (23 янв. 1919 — 7 мая 1920),
- нач. штаба В. Л. Модзалевский (7 мая — 4 июля 1920),
- нач. штаба В. А. Кукель (9 июля 1920 — 27 янв. 1921).

## Балтийский флот накануне Гражданской войны
К началу 1917 года Балтийский флот насчитывал около 100 тысяч человек из них около 80 тыс. матросов, до 700 боевых и вспомогательных кораблей (в том числе 8 линкоров, 9 крейсеров, 68 эсминцев, 28 подлодок и др.). Главными базами Балтфлота были: Кронштадт, Гельсингфорс, Свеаборг, Ревель. Штаб командования Балтийского флота находился в Хельсинки. Матросы-балтийцы участвовали в борьбе с выступлением Корнилова, в сентябре — октябре 1917 действовали при обороне Моонзундских островов против превосходящих сил Германии. Отряды моряков Балтфлота, а также корабли крейсер «Аврора», эсминцы «Самсон», «Забияка», заградитель «Амур», сторожевой корабль «Ястреб» и др. участвовали в Октябрьском вооруженном восстании в Петрограде и в борьбе с выступлением Керенского — Краснова в 1917. Всего с 25 октября (7 ноября) по 2 (15) ноября Балтийский флот направил в район Петрограда свыше 40 кораблей и свыше 15 тысяч матросов.

## Управление и организация Балтийского флота
В начале декабря 1917 функции командующего и штаба стал выполнять Военный отдел Центрального комитета Балтфлота (Центробалту).
31 января (13 февраля)  1918 года был начат переход на новые условия службы в соответствии с декретом СНК об организации РККФ от 29 января (11 февраля). 18 февраля СНК утвердил должность главного комиссара Балтийского флота. 4 марта 1918 был распущен оказавшийся под влиянием анархистов Центробалт и в управление флотом вступил Совет комиссаров Балтийского флота (Совкомбалт) — совещательный орган при главном комиссаре, состоявший из 9—19 выборных членов.
12 марта 1918 года была восстановлена должность начальника Морских сил Балтийского моря (командующего). 29 марта утверждено В. И. Лениным «Положение о новой структуре управления»; в мае восстановлен штаб Балтийского флота, Кронштадтская крепость оперативно подчинена командованию флотом. Также были созданы 5 полков Морской пехоты.
2 декабря 1918 года был распущен Совкомбалт и флот возглавил РВС, состоявший из начальника Морских сил и 2 членов-комиссаров. На суда назначены комиссары. 5 февр. 1919 создан Политотдел Балтийского флота (с июня 1920 — Политуправление).

## Боевые действия
- В феврале — марте 1918 года для борьбы с войсками Германии под Ревель, Псков и Нарву направлено 9 отрядов и групп моряков Балтийского флота (свыше 3 тысяч человек, в том числе сводный отряд П. Е. Дыбенко — 1,6 тыс. чел.). В апреле — ноябре 1918 из состава Балтфлота на сухопутные фронты было направлено свыше 20 отрядов и групп численностью 8 тысяч чел.
- В связи с угрозой захвата кораблей Балтийского флота германскими войсками в Прибалтике и гражданской войны в Финляндии корабли Балтийского флота были перебазированы из Ревеля в Гельсингфорс (Хельсинки), а затем в Кронштадт.
- По условиям Брестского мирного договора, подписанного 3 марта 1918 года, Балтийский флот не мог выходить в море; многие суда находились на консервации, почти все они требовали ремонта.
- 9 августа, в связи с получением агентурных сведений о подготовке Германии к наступлению на Петроград с целью захватить флот, Председатель Совета Народных Комиссаров Владимир Ильич Ленин подписал распоряжение о немедленной («без всякого промедления») постановке минного заграждения. В связи с тревожной международной ситуацией в Петроград командируется председатель ВЦИК Свердлов, с полномочиями распоряжаться всеми вооруженными силами Петрограда. 10 августа 1918 в 2 часа ночи отряд заградителей вышел из Кронштадта для постановки минного заграждения. Было поставлено 935 мин. Постановка мин была продолжена 14 августа. Было поставлено 500 мин. Во время операции, находившийся в дозоре эскадренный миноносец «Азард» был обстрелян финской артиллерией[1]
- 13 ноября 1918 — аннулирование Брестского договора. Балтийский флот прекратил вынужденную неподвижность.
- 15 ноября 1918, в связи с угрозой появления на Балтике флота Антанты решено создать небольшой «Действующий отряд» (ДОТ) из судов разных классов. Ограниченные возможности судоремонта, недостаток топлива и обученного личного состава не позволяли ввести в строй значительную часть флота.
- 19—21 ноября установлены новые минные заграждения.
- 5 декабря на немецкой мине подорвался английский легкий крейсер «Кассандра»[3].
- 27—28 ноября советскими кораблями проведена десантная операция у Усть-Нарвы.
- 13 декабря в Ревель прибыла английская эскадра.
- 15 декабря интервенты высадили десант в Кунде.
- 25—27 декабря была проведена операция у Ревеля, в ходе которой два эсминца Балтийского флота («Автроил» и «Спартак» под командованием Ф. Ф. Раскольникова) сдались английским судам.
- Во время отражения второго наступления войск Юденича на Петроград несколько судов Балтийского флота были включены в систему обороны города.
- 20—21 октября линкор «Севастополь» поддерживал огнём советские войска в районе Красного Села. В районе фортов, оборона которых возлагалась на Балтийский флот, вступили в бой отряды моряков.
- Всего за февраль — октябрь 1919 года было сформировано св. 30 отрядов и групп численностью 20,3 тысяч человек, в том числе на Петроградский участок фронта было направлено 24 отряда матросов и курсантов — 18 тыс. чел.

## Создание речных и озерных военных флотилий
Осенью на базе Балтийского флота началось формирование Онежской, Волхово-Ильменской и Селигерской флотилий. Летом — осенью 1918 на Волгу и Каспий было переведено около 30 судов (в том числе 4 эсминца, 7 миноносцев, 2 подлодки). В 1918—20 Балтийский флот выделил для флотилий около 60 гидросамолётов, свыше 370 орудий, 1400 мин, 180 тыс. снарядов, 11 тыс. винтовок, 3 млн патронов, радиостанции и приборы. Кроме того для гражданских нужд в 1918 году из морского ведомства в 1918 было передано свыше 14 миллионов пудов угля.

## Награды Балтийского флота
За бои в Гражданской войне Балтийский флот награждён орденом Красного Знамени (1928) и знаменем Петроградского совета (1919), Орденом Красного Знамени (1928) награждено также училище комсостава флота. Форт «Передовой» награждён Почётным революционным Красным Знаменем (1919), служба связи Балтийского флота — знаменем ВЦИК (1919). В дальнейшем Балтийский флот стал высшим оперативно-стратегическим объединением ВМФ СССР.